# Seznam skladatelů vážné hudby, N
Seznam skladatelů vážné hudby podle abecedy:
A – B –
C – Č –
D – E – 
F – G –
H – Ch –
I – J –
K – L –
M – N –
O – P –
Q – R –
Ř – S –
Š – T –
U – V –
W – X –
Y – Z –
Ž

## Na
- Nikolas Nabokov (1903–1978)
- Zurab Nadarejshvili (1957)
- Francois-Joseph Naderman (1781–1835)
- Isaac Nagao (1938)
- Jody Nagel (1960)
- Hans Georg Nageli (1773–1836)
- Tividar Nachez (1859–1930)
- Jiro Nakano (1902–2000)
- Conlon Nancarrow (1912–1997)
- Antonio Nani (1842–1929)
- Paolo Nani (1814–1904)
- Emil Naoumov (1962)
- Artur Napoleäo dos Santos (1843–1935)
- Gennaro Napoli (1881–1943)
- Jacopo Napoli (1911–1994)
- Eduard Nápravník (1839–1916)
- Pietro Nardini (1722–1793)
- James Nares (1715–1783)
- John Nares (1715–1783)
- Luys de Narvaez (1500–1555)
- Sulkhan Nasidze (1927–1996)
- Sebastioano Nasiolini (1768–1816)
- Svetomir Nastasijevič (1902–1979)
- Tadeusz Natanson (1927–1990)
- Isaac Nathan (1790–1864)
- Gisbert Näther (1948)
- Sergiu Natra (1924)
- Gerd Natschinski (1928)
- Jacques-Christoph Naudot (1690–1762)
- Jérome Naulais (1951)
- Emil Naumann (1827–1888)
- Johann Gottlieb Naumann (1741–1801)
- Johann Nauwach (1595–1630)
- Julien Navoigille (1748–1811)
- Karel Navrátil (1867–1936)
- Edward Naylor (1867–1934)
- Ernesto Nazareth (1863–1934)

## Ne
- Joachim Neander (1650–1680)
- José de Nebra (1702–1768)
- Jindra Nečasová (1960)
- Karel Nedbal (1888–1964)
- Oskar Nedbal (1874–1930)
- Christian Gottlob Neefe (1748–1798)
- Vic Nees (1936)
- Albert Nef (1882–1966)
- Martian Negrea (1893–1973)
- Gino Negri (1919–1991)
- Vasilij Nechajev (1895–1956)
- Neidhart von Reuental (1190–1236)
- William Harold Neidlinger (1863–1924)
- Heinrich August Neithardt (1793–1861)
- Otto Neitzel (1852–1920)
- Vít Nejedlý (1912–1945)
- Michal Nejtek (1977)
- Václav Nelhýbel (1919–1996)
- Havelock Nelson (1917–1996)
- Larry Nelson (1944)
- Robert Nelson (1941)
- Ron Nelson (1929)
- Rudolf Nelson (1878–1960)
- Sheila Mary Nelson (1936)
- Emil Němeček (1902–1981)
- Sarah Nemtsov (1980)
- Alberto Nepomuceno (1864–1920)
- Massimiliano Neri (1615–1666)
- Emile Nerini (1882–1967)
- František Neruda (1843–1915)
- Jan Křritel Jiří Neruda (1711–1776)
- John Nesbett (14??–1488)
- Jon Oivind Ness (1968)
- Victor Nessler (1841–1890)
- Josef Nešvera (1842–1914)
- Giovanni Cesare Netti (1649–1686)
- Laura Netzel (1839–1927)
- Franz Christoph Neubauer (1750–1795)
- Adolph Neuendorff (1843–1897)
- Sigismund von Neukomm (1778–1858)
- František Neumann (1874–1929)
- Věroslav Neumann (1931–2006)
- Hans Neusidler (1508–1563)
- Konrad Neusiedler (1541–1604)
- Melchior Neusiedler (1531–1590)
- Tapio Nevanlinna (1954)
- Arthur Nevin (1871–1943)
- Ethelbert Nevin (1862–1901)
- Norman Newell (1919–2004)
- Alfred Newman (1901–1970)
- Anthony Newman (1941)
- Chris Newman (1958)
- Sergej Newski (1972)
- Andreas Nezeritis (1897–1980)

## Ni–Nj
- Adolphe-André Nibelle (1825–1895)
- Johann Michael Nicolai (1629–1685)
- Otto Nicolai (1810–1849)
- Philipp Nicolai (1556–1608)
- Antonio Nicolau (1858–1933)
- Dimitri Nicolau (1946–2008)
- Giuseppe Nicolini (1762–1842)
- Stefan Niculescu (1927–2008)
- Abraham Louis Niedermeyer (1802–1861)
- Manfred Niehaus (1933)
- Carl Nielsen (1865–1931)
- Dan Ejnar Nielsen (1956)
- Jean-Baptiste Nielsen (1690–1775)
- Ludolf Nielsen (1876–1939)
- Ludvig Nielsen (1906–2001)
- Riccardo Nielsen (1908–1982)
- Svend Nielsen (1937)
- Svend Hvidtfelt Nielsen (1958)
- Tage Nielsen (1929–2003)
- Kai Nieminen (1953)
- Miguel Nieto (1844–1915)
- Stanislaw Niewiadomski (1859–1936)
- Christoph Nichelmann (1717–1762)
- Nijazi (1912)
- Tolia Nikiprowetzky (1916–1997)
- Alexej Alexandrovič Nikolajev (1959–1977)
- Vladimir Nikolajev (1953)
- Tatjána Petrovna Nikolajeva (1924–1994)
- Lazar Nikolov (1922–2005)
- Bo Nilsson (1937)
- Torsten Nilsson (1920–1999)
- Pierre Nimax jr. (1961)
- Joaquin Maria Nin-Culmell (1908–2004)
- Alessandro Nini (1805–1880)
- Makiko Nishikaze (1968)
- Guillaume-Gabriel Nivers (1632–1714)
- Roger Nixon (1921–2009)
- Dag Egil Njaa (1969)

## No–Ny
- Herbert Nobis (1941)
- Marlos Nobre (1939)
- Kiyoshi Nobutoki (1887–1965)
- Ken Noda (1962)
- Ryo Noda (1948)
- Preben Nodermann (1867–1930)
- Georg Noelli (1727–1789)
- A. Albert Noelte (1885–1946)
- Peter Nógrádi (1952)
- Giovanni Domenico da Nola (1515–1592)
- Jose Nono (1776–1845)
- Luigi Nono (1924–1990)
- David Noon (1946)
- Anthoni van Noordt (1620–1675)
- Sybrandus van Noordt (1659–1705)
- Erik Norby (1936–2007)
- Daniel Norcome (1576–1601)
- Jon Nordal (1926)
- Frank Tveor Nordensten (1955)
- Anders Nordentoft (1957)
- Erik Nordgren (1913–1992)
- Pehr Henrik Nordgren (1944)
- Arne Nordheim (1931)
- Paul Nordoff (1909–1977)
- Gustav Nordqvist (1886–1946)
- Rikard Nordraak (1842–1866)
- Hans.Henrik Nordstrom (1947)
- Heinrich Noren (1861–1928)
- Henrik Fibiger Norfelt (1940)
- Per Norgard (1932)
- Ib Norholm (1931)
- Ludvig Norman (1831–1885)
- Theodore Norman (1912–1997)
- August Nörmiger (1560–1613)
- Alex North (1910–1991)
- Zygmunt Noskowski (1846–1919)
- Angelo Notari (1566–1664)
- Constantin Nottara (1890–1951)
- Jean Nougués (1875–1932)
- Sayat Nova (1717–1795)
- Otakar Evžen Nováček (1866–1900)
- Jan Novák (1921–1984)
- Jan Václav Novák (1876–1939)
- Jiří František Novák (1913–1993)
- Richard Novák (1931)
- Roman Z. Novák (1967)
- Svatopluk Novák (1930)
- Vítězslav Novák (1870–1949)
- Michele Novaro (1822–1885)
- Anatolij Grigorjevič Novikov (1896–1984)
- Jaroslav Novotný (1886–1918)
- Josef Ondřej Novotný (1778–1856)
- Václav Juda Novotný (1849–1922)
- Feliks Nowowiejski (1875–1946)
- Jaime Nunó (1824–1908)
- Otmar Nussio (1902–1990)
- Emanuele Nutile (1862–1832)
- Theodericus Petri Nylandensis (1582–1617)
- Michael Nyman (1944)
- Knut Nystedt (1915)
- Gösta Nystroem (1890–1966)
- Michael Nyvang (1963)